# (5048) Moriarty
(5048) Moriarty ist ein Asteroid des Hauptgürtels, der am 1. April 1981 vom US-amerikanischen Astronomen Edward L. G. Bowell an der Anderson Mesa Station (IAU-Code 688) des Lowell-Observatoriums in Coconino County entdeckt wurde.
Der Asteroid wurde nach Professor Moriarty benannt, dem Gegenspieler von Sherlock Holmes in den Romanen von Arthur Conan Doyle.